# 센티멘털 저니 (영화)
《센티멘털 저니》(Sentimental Journey)는 미국에서 제작된 월터 랭 감독의 1946년 드라마 영화이다. 존 페인 등이 주연으로 출연하였다.

## 출연

### 주연
- 존 페인
- 모린 오하라
- 윌리엄 벤딕스

### 조연
- 세드릭 하드윅
- 글렌 랭갠
- 미샤 오어
- 커트 크루거
- 트러디 마셜
- 루스 넬슨
- 코니 마셜